# Todo por nada (película de 1989)
Todo por nada es una película chilena del año 1989, dirigida por Alfredo Lamadrid, realizada por LAK Producciones en conjunto con Estudios KV y protagonizada por Ana María Gazmuri, Fernando Kliche, Mauricio Pesutic, Osvaldo Silva y Gladys del Río, entre otros. Fue la primera incursión de Ana María Gazmuri en la pantalla grande. El tema central de la película fue interpretado por José Alfredo Fuentes y por el músico de rock Miguel Zabaleta.

## Sinopsis
Alejandra Gutiérrez (Ana María Gazmuri), una joven colegial y promotora de supermercado de origen modesto, quiere escalar posiciones en el mundo de la televisión y la publicidad. Aconsejada por una amiga, la muchacha comienza a buscar oportunidades relacionándose con cuanto hombre influyente se le aparezca: un exitoso publicista, un joven fotógrafo, un animador de televisión y un gerente encabezan la lista de galanes sexualmente favorecidos por la promiscua promotora. El resto es una interminable repetición de situaciones siúticas y falsas en que se trata de denunciar la corrupción y superficialidad del medio televisivo.

## Elenco
- Ana María Gazmuri como Alejandra Gutiérrez.
- Fernando Kliche como Juan José.
- Gladys del Río como la mamá de Alejandra.
- Mauricio Pesutic como Joaquín.
- Marcial Edwards como Antonio.
- Patricio Achurra como Claudio.
- Osvaldo Silva como Andrés.
- Grimanesa Jiménez como Marta, empleada de Juan José.
- Verónica González como Marietta.
- Rodrigo Bastidas como Marcelo.
- Sergio Hernández
- Ernesto Rompeltien como Daniel.
- Patricia Larraguibel como Bárbara.
- Luis Wigdorsky como Sr. Prado.

## Banda sonora
El sello LAK Producciones (filial de EMI en Chile) lanzó la banda sonora de la película en casete.